# 조지 위샤트

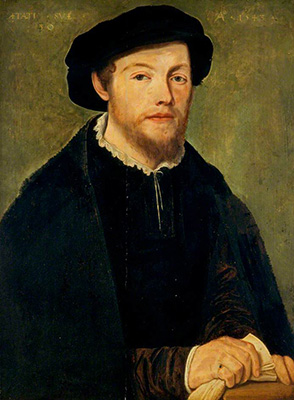
조지 위샤트의 초상화

조지 위샤트 ( 1513년 - 1546년 3월 1일 ) 스코틀랜드의 종교 개혁가이며 초기 순교자 중의 한 명으로 이단으로 몰려 화형을 당하였다. 애버딘 대학교를 졸업하였으며, 그 후 대륙으로 이동을 하여, 개혁주의 교리를 접하였다. 본국으로 돌아와 복음을 전하다 순교하였다.

## 같이 보기
- 패트릭 해밀턴